# Aranda de Duero
För andra betydelser, se Aranda de Duero (olika betydelser).
Aranda de Duero är en kommunhuvudort i Spanien. Den ligger i provinsen Provincia de Burgos och regionen Kastilien och Leon, i den centrala delen av landet, 140 km norr om huvudstaden Madrid. Aranda de Duero ligger 800 meter över havet och antalet invånare är 32 928.
Terrängen runt Aranda de Duero är huvudsakligen platt. Aranda de Duero ligger nere i en dal som går i öst-västlig riktning. Runt Aranda de Duero är det ganska tätbefolkat, med 104 invånare per kvadratkilometer. Aranda de Duero är det största samhället i trakten. Trakten runt Aranda de Duero består till största delen av jordbruksmark.